# Stüttem
Stüttem ist eine Ortschaft  von Wipperfürth im Oberbergischen Kreis im Regierungsbezirk Köln in Nordrhein-Westfalen (Deutschland). Die Ortschaft gehört zum Ortsteil Agathaberg.

## Lage und Beschreibung
Stüttem liegt im Süden des Stadtgebietes von Wipperfürth an der Grenze zu Lindlar. Nachbarorte sind Graben, Schlade, Fähnrichstüttem und Oberkemmerich.
Politisch wird der Ort durch den Direktkandidaten des Wahlbezirks 14.1 (141) Agathaberg im Rat der Stadt Wipperfürth vertreten.

## Geschichte
1374 wurde der Ort erstmals urkundlich mit der Ortsbezeichnung Stutem erwähnt. In einer Urkunde aus dem Historischen Archiv Köln ist vermerkt, dass der Hof zu den Besitztümern des Kölner St. Ursulastiftes gehört und einer der Unterhöfe des Fronhofes Steinenbrück ist. Die historische Karte Topographia Ducatus Montani aus dem Jahre 1715 zeigt einen einzelnen Hof und benennt diesen mit „Stuten“. Die Karte Topographische Aufnahme der Rheinlande von 1825 zeigt Stüttem auf umgrenztem Hofraum mit vier separaten Gebäudegrundrissen.

## Busverbindungen
Über die Haltestelle Stüttem der Linie 332 (VRS/OVAG) ist eine Anbindung an den öffentlichen Personennahverkehr gegeben.

## Wandern
Die SGV-Hauptwanderstrecke X19 (Schlösserweg) von Düsseldorf nach Dillenburg und der Wipperfürther Rundweg führen durch den Ort.